# Freguesia do Ribeirão da Ilha
Freguesia do Ribeirao da Ilha är ett samhälle i Brasilien.   Det ligger i kommunen Florianópolis och delstaten Santa Catarina, i den södra delen av landet, 1 300 km söder om huvudstaden Brasília. Freguesia do Ribeirao da Ilha ligger 3 meter över havet och antalet invånare är 21 000. Det ligger på ön Ilha de Santa Catarina.
Terrängen runt Freguesia do Ribeirao da Ilha är kuperad söderut, men norrut är den platt. Havet är nära Freguesia do Ribeirao da Ilha åt nordväst. Runt Freguesia do Ribeirao da Ilha är det tätbefolkat, med 331 invånare per kvadratkilometer.. Närmaste större samhälle är Florianópolis, 13,5 km norr om Freguesia do Ribeirao da Ilha. 